# IC 2848
IC 2848 ist eine Galaxie vom Hubble-Typ S? im Sternbild Löwe auf der Ekliptik. Sie ist schätzungsweise 345 Millionen Lichtjahre von der Milchstraße entfernt.
Das Objekt wurde am 27. März 1906 vom deutschen Astronomen Max Wolf entdeckt.